# Secessie (politiek)
Secessie (uit het Latijn, secessio plebis, terugtrekking van het volk) is het fenomeen waarbij een groep individuen uit bestaande organisatiestructuren stappen waarin zij leven omdat deze hun vrijheid te sterk beperken. Deze algemene definitie kan toegepast worden op religie (bijvoorbeeld protestantisme), politiek (scheurpartijen) of maatschappelijk leven (subculturen).
De bekendste vorm is die van de politieke secessie waarbij een subnationale entiteit zich wil afscheiden van het groter statelijk verband. Secessie is dus ook het proces waarbij nieuwe landen ontstaan. Sinds de Tweede Wereldoorlog hebben al bijna honderd secessies plaatsgevonden in de wereld, waardoor tegenwoordig 194 soevereine staten bestaan. De laatste secessie was die van Zuid-Soedan uit Soedan in 2011. Tegenstanders van een politieke secessie zullen eerder van separatisme spreken. Een secessie kan ook leiden tot een secessieoorlog. 